# El Coyol (Hidalgo)
El Coyol es una localidad de México perteneciente al municipio de Chapulhuacán en el estado de Hidalgo.

## Historia
El 9 de octubre de 2000 la localidad de La Mesa del Coyol, se conurba oficialmente a la localidad. El 30 de octubre de 2005 la localidad de El Huizache, se conurba oficialmente a la localidad el coyol.

## Geografía
Se encuentra en la región de la Sierra Gorda, a la localidad le corresponden las coordenadas geográficas 21° 3’ 39.537” de latitud norte y 99° 0’ 1.507” de longitud oeste, con una altitud de 594 m s. n. m. Se encuentra a una distancia aproximada de 31.07 kilómetros al suroeste de la cabecera municipal, Chapulhuacán.
En cuanto a fisiografía se encuentra dentro de las provincia del Sierra Madre Oriental, dentro de la subprovincia de Carso Huasteco; su terreno es de sierra y lomerío. En lo que respecta a la hidrografía se encuentra posicionado en la región del río Panuco, dentro de la cuenca del río Moctezuma, en la subcuenca del río Amajac. Cuenta con un clima semicálido subhúmedo con lluvias en verano, de humedad media.

## Demografía
En 2020 registró una población de 767 personas, lo que corresponde al 3.35 % de la población municipal. De los cuales 357 son hombres y 410 son mujeres. Tiene 212 viviendas particulares habitadas.
| Gráfica de evolución demográfica de El Coyol entre 1900 y 2020                               |
|                                                                                              |
| Población de los censos y conteos del Instituto Nacional de Estadística y Geografía (INEGI). |

## Economía
La localidad tiene un grado de marginación alto y un grado de rezago social bajo.